# Janne Holmén
Janne Sven-Åke Holmén (* 26. září 1977, Jomali) je finský atlet, běžec, který se věnuje dlouhým tratím, zejména maratonu.

## Sportovní kariéra
Celkem čtyřikrát se stal mistrem Finska v běhu na 10 000 metrů. V pětadvaceti letech zvítězil na evropském šampionátu v Mnichově v roce 2002 v maratonu. Na dalším mistrovství Evropy o čtyři roky později se v maratonu umístil na sedmém místě, v roce 2007 doběhl na mistrovství světa v Osace do cíle maratonu devátý.

## Osobní rekordy
- maraton - (2:10:46, 2008, Rotterdam)
- Běh na 10 000 metrů - (28:09,46, 2007, Sevilla)